# حسین خان سردار ایروانی
حسین خان سردار ایروانی (۲۵ مهر ۱۱۸۵ - ۳ آبان ۱۲۰۶ خورشیدی) فرزند بهرام‌قلی‌بیگ قاجار از قاجارهای قزوین و از حاکمان معروف دورهٔ فتحعلی شاه قاجار است. حسین خان سردار و برادر وی حسن خان قاجار قزوینی (ملقب به ساری‌اصلان) تنها حاکمان ایروان بودند که در مقابل دست‌ اندازی‌ های روسیه به مناطق ایروان مقاومت نمودند. روس‌ها خشم خود را از این برادران در مادهٔ ۱۲ عهدنامهٔ ترکمانچای (۱ اسفند ۱۲۰۶) نشان دادند که به موجب آن بنا به امر امپراتور روس (نیکلای یکم) از کلیهٔ دارایی و املاک خود به کلی محروم شدند. حسین خان سردار ایروانی را نباید با حسینعلی خان قاجار ایروانی، حاکم ایروان در دوره کریم خان زند، اشتباه کرد.

## ماموریت‌های جنگی آغاز سلطنت فتحعلی شاه
در ایام که باباخان جهانبانی (فتحعلی شاه) از سال ۱۲۰۹ تا ۱۲۱۱ قمری حاکم فارس بود حسین خان سردار نیز در دستگاه او مشغول خدمت و در آن زمان معروف به حسین بیک قاجار قزوینی و شغلش یوزباشی غلامان خاصه بود. پس از کشته شدن آغا محمد خان در پناه آباد (شوشی) در ذیحجه ۱۲۱۱ قمری، باباخان در محرم ۱۲۱۲ با ششصد سوار زبده به سرکردگی حسین بیک یوزباشی عازم تهران شد.
پس از شورش صادق خان شقاقی، فتحعلی شاه در اواخر تابستان ۱۲۱۲ قمری حسین بیگ قاجار قزوینی که سرکرده سواران همراهش در سفر شیراز بود را لقب خانی داد و به سمت قوللر آقاسی باشی (رئیس غلامان) منصوب کرد و به عنوان جلودار به سوی قزوین برای جنگ با صادق خان شقاقی فرستاد.
فتحعلی شاه خواهر او را به زنی گرفت و دخترش نیز با عباس میرزا ازدواج کرد.
لسان الملک سپهر در ناسخ التواریخ می‌نویسد در سال ۱۲۱۲ قمری فتحعلی شاه پس از شورش محمد خان زند پسر زکی خان زند که با بیست هزار سپاهی از بصره به اصفهان تاخت و این شهر را تسخیر کرد. سپاهیان زبده ای به فرماندهی حسین خان قاجار قزوینی قوللر آغاسی و مهرعلی خان واشلو و الله وردی خان عضدانلو قاجار به دفع محمد خان زند مأمور کرد. سپاهیان قاجار محمد خان زند را شکست سنگینی دادند.

### خراسان
فتحعلی شاه در بهار سال ۱۱۸۰ خورشیدی مطابق با اوایل ۱۲۱۷ قمری برای تنبیه نادر میرزا رهسپار خراسان شد. پس از اینکه اسحاق خان قراییی ، جعفر خان بیات را در چمن رادگان به نزد فتحعلی شاه آورد.اردوی شاهی به سمت مشهد رهسپار شده و شهر را محاصره نمود.  برای اینکه به اهالی صدمه ای وارد نیاید به شفاعت علماء مخصوصا میرزا محمد مهدی مجتهد، قرار شد فتحعلی شاه از محاصره شهر مشهد دست کشیده و به تهران برود و بعد خود اهالی نادر میرزا را دستگیر و تسلیم دولت نمایند. فتحعلی شاه متقاعد شد و در موقع عزیمت ، حسین خان قاجار قزوینی سردار ایروانی به سمت حاکم نیشابور به جای جعفر خان بیات و سرداری خراسان تعیین شد و غرض از این انتصاب این بود که پس از رفتن پادشاه، حسین خان قاجار ، نادر میرزا دستگیر و به تهران اعزام کند. در آذر ۱۱۸۲ خورشیدی مطابق با اول رمضان ۱۲۱۸ قمری حسین خان قاجار به اتفاق محمد ولی میرزا پسر سوم فتحعلی شاه و خان‌ها ی بزرگ خراسان از قبیل اسحاق خان قرایی، محمد خان هزاوه ، امیر قلیچ خان تیموری ، امیرگونه خان زعفرانلو و لطفعلی خان دره گزی با هفت هزار سپاهی شهر مشهد را محاصره نموده و با وجود مقاومت شدید نادر میرزا سرانجام شهر تسلیم شد و نادر میرزا در حال فرار در ۱۲ کیلومتری دستگیر و به مشهد آوردند و به محمد ولی میرزا که در این زمان به حکومت خراسان تعیین شده بود تسلیم کردند و او نیز وی را با جمعی از بازماندگان نادری به تهران فرستاد.

## سردار ایروان
فتحعلی شاه در سال ۱۲۲۱ قمری برای یاری رساندن به ابراهیم خلیل خان جوانشیر حاکم قراباغ و بیرون کردن روس‌ها از پناه آباد (شوشی) حسین خان قاجار قزوینی را به همراه اسماعیل خان سردار دامغانی و امان الله خان افشار خمسه به شوشی فرستاد؛ ولی قبل از رسیدن آنها روس‌ها ابراهیم خلیل خان را با سی و یک نفر از زن و بچه و بستگانش کشته بودند. سپس در همین سال حسین خان سردار قاجار به همراه امان الله خان افشار برای دفع مصطفی خان حاکم شیروان که با روس‌ها علیه ایران سازش کرده بود و همچنین کوچاندن ایلات آن منطقه به نواحی ارسباران و مغان (موغان) مأمور شدند. در همین سال و پس از این مأموریت به سرداری ایروان منصوب و از این تاریخ به سردار ایروانی مشهور شد.

## جنگ‌های ایران و روسیه
در دوره دوم جنگ‌های ایران و روسیه یکی از نخستین اقدامات نظامی انجام شده این بود که در روز جمعه ۶ مرداد ۱۲۰۵ خورشیدی مطابق با ۲۲ ذی‌الحجه ۱۲۴۱ قمری حسین خان قاجار سردار ایروانی بیگلربیگی ایروان با پنج هزار تن از لشگریان خود از مرزی که در آن تاریخ پس از عهد نامه گلستان معین شده بود گذشته و وارد متصرفات روسیه شد. بر اساس ماده دوازدهم عهدنامه ترکمنچای حسین خان قاجار سردار ایروانی و برادرش حسن خان سردار از کلیه دارایی و املاک خود به‌کلی محروم شدند.